# 山阴县 (浙江省)
山阴县是中国浙江省绍兴地区历史上的一个旧县名。
山阴县始设于秦代，得名于南部的会稽山，为会稽郡（郡治在今苏州市）26县之一。东汉时期，会稽郡以钱塘江为界分为吴郡和会稽郡，山阴县成为新的会稽郡的首县。六朝时期，随着中原人士大量南迁，山阴县人口众多，在南陈永定年间，分为西部的山阴县和东部的会稽县，两县同城而治，同为会稽郡首县。此后又同为越州（唐、北宋）、绍兴府（南宋、明、清）首县。
山阴、会稽两县在绍兴府城内的分界线是纵贯府城南北的府河，南起植利门（南门），北到昌安门，其上约有10座桥梁连接山、会两县（鲍家桥、舍子桥、大云桥、清道桥、县西桥、小江桥、香桥、咸宁桥、安宁桥等）。河西为山阴县，河东为会稽县。清朝时，山阴县考评：衝，繁，難。
1912年（民国元年），废除府制，同时山阴县与会稽县合并为绍兴县，同属浙江省会稽道。